# VFX Producer
Der VFX Producer ist der Projektmanager bei Spiel-, Film oder Fernsehproduktionen, der für die Erstellung der Visuellen Effekte verantwortlich ist. Dies verlangt Kenntnisse aus dem Bereich Film- und Videotechnik, Computergrafik, Betriebswirtschaft, Arbeitsrecht, Workflows, Organisation und Projektmanagement, in Teamführung und im Umgang mit Kunden, als auch ein Problem- und Konfliktlösungsorientiertes und vernetztes Denken.
Die Auftraggeber für VFX Producer sind in der Regel Filmproduktionsfirmen oder Dienstleister für VFX. Dabei betreut der VFX Producer die Produktion meist bereits während der Preproduction über den Dreh bis zur Nachbearbeitung in der Postproduction.
Seine Aufgaben hierbei sind die Erstellung von VFX Breakdowns, also der Liste aller Effekte in einem Film, deren Kalkulation und Zeitplanung, sowie Verteilung, Überwachung, Koordination und Abnahme aller Teilaufgaben, Budgets und Termine während der Produktion, um die gewünschte Qualität zu garantieren. Im Gegensatz zum Visual Effects Supervisor arbeitet der Producer hierbei eher kaufmännisch/organisatorisch als kreativ, muss aber auch oft genug aus Budget- oder Zeitgründen Entscheidungen treffen, die sich kreativ auswirken können und diese mit der gewünschten Qualität in Einklang bringen.
Im Ausland, speziell in den USA ist die enge Einbindung eines VFX Producers in die Produktion schon während der Erstellung des Drehbuches nahezu selbstverständlich, um Reibungsverluste während der Produktion zu minimieren, die sich negativ auf die Qualität, das Budget oder den Zeitplan auswirken können. In Deutschland hingegen wird der Stellenwert der Organisation in diesem Bereich der Produktion noch weitgehend unterschätzt und angesichts der geringen Budgets wird oft am VFX Producer gespart. Die Aufgaben übernimmt dann meist der VFX Supervisor zusätzlich zu seinen oder der VFX Producer übernimmt zusätzlich die VFX Supervision, übernimmt also auch kreative Aufgaben und vertritt die Filmproduktion während des Drehs am Set.